# Matarraña/Matarranya
La comarque de Matarraña/Matarranya,
Matarraña (espagnol) ou Matarranya (catalan), est une région aragonaise dans la Province de Teruel (Espagne).
Elle fait intégralement partie de la Frange d'Aragon (La Franja), territoire de langue catalane en Aragon.

## Communes
| Nom                    | Population (2002) | Population (2005) |
| ---------------------- | ----------------- | ----------------- |
| Arens de Lledó         | 233               | 225               |
| Beceite                | 634               | 603               |
| Calaceite              | 1 172             | 1 147             |
| Cretas                 | 583               | 618               |
| Fórnoles               | 100               | 101               |
| La Fresneda            | 402               | 477               |
| Fuentespalda           | 340               | 384               |
| Lledó                  | 196               | 186               |
| Mazaleón               | 611               | 585               |
| Monroyo                | 340               | 314               |
| Peñarroya de Tastavins | 545               | 526               |
| La Portellada          | 297               | 272               |
| Ráfales                | 185               | 172               |
| Torre de Arcas         | 106               | 96                |
| Torre del Compte       | 185               | 171               |
| Valdeltormo            | 368               | 346               |
| Valderrobres           | 1 945             | 2 083             |
| Valjunquera            | 432               | 424               |